# 실러블 데스크톱
실러블 데스크톱(Syllable Desktop)은 펜티엄 호환 프로세서를 위한 자유 및 오픈 소스 운영 체제이다. 가정과 소기업 사용자들이 사용하기 쉬운 데스크톱 운영 체제를 만드는 것이 목적이다. 2002년 7월 AtheOS로부터 분기되었다.
네이티브 웹 브라우저(웹킷 기반의 웹스터), 이메일 클라이언트(휘스퍼), 미디어 플레이어, IDE 및 수많은 응용 프로그램들을 제공한다.
공식 웹사이트에 따르면, 다음의 기능들이 포함되어 있다:
- 네이티브 64비트 저널링 파일 시스템: AtheOS 파일 시스템 (간단히 AFS로 줄려 사용하지만, 동일한 의미로 쓰이는 앤드루 파일 시스템과는 구별함)
- C++ 지향 API
- 네이티브 GUI 구조의 객체 지향 그래픽 데스크톱 환경
- 대부분 POSIX 호환
- Vim, 펄, 파이썬, 아파치 등의 소프트웨어 이식
- GNU 툴체인 (GCC, glibc, Binutils, Make)
- 선점형 멀티태스킹 및 멀티스레딩
- 대칭형 다중 처리 (다중 프로세서) 지원
- 가장 일반적인 하드웨어(비디오, 사운드, 네트워크 칩)를 위한 장치 드라이버
- FAT용 파일 시스템 드라이버 (읽기/쓰기), NTFS (읽기), ext2 (읽기)
- Rebol: 시스템 스크립트 언어

또다른 버전의 실러블 OS으로는 실러블 서버가 있으며, 리눅스 코어 기반이다.

## 같이 보기
- 하이쿠 (운영 체제)

## 추가 문헌
- Michael Saunders (2 August 2004) Syllable - The Little OS with a Big Future, OSNews
- Jeff Park (23 August 2006) Syllable: A different open source OS, Linux.com
- Rohan Pearce (30 August 2011) Developer Q&A: Syllable OS, Techworld